# Zeche Vereinigte Brüderschaft
Die Zeche Vereinigte Brüderschaft in Essen-Burgaltendorf ist ein ehemaliges Steinkohlenbergwerk. Das Bergwerk war auch unter dem Namen Zeche Vereinigte Bruderschaft bekannt. Das Bergwerk wurde während seiner Betriebszeit mehrmals stillgelegt und wieder in Betrieb genommen.

## Bergwerksgeschichte
Im Jahr 1780 konsolidierten alle gemuteten Grubenfelder der Umgebung zur Zeche Vereinigte Brüderschaft. Am 9. November des Jahres 1822 erfolgte die Verleihung, im Anschluss an die Verleihung ging das Bergwerk in Betrieb. Die Berechtsame umfasste zu diesem Zeitpunkt eine Fläche von 3,3 km2. Im Jahr 1828 war das Bergwerk noch in Betrieb, ab März des Jahres 1830 wurden nur noch Schürfarbeiten durchgeführt. Im darauffolgenden Jahr wurde damit begonnen, einen Stollen aufzufahren. Am 10. Februar des Jahres 1834 wurde die Stollenauffahrung eingestellt und der Stollen wurde stillgelegt. Der Stollen hatte zu diesem Zeitpunkt eine Länge ab Stollenmundloch von rund 340 Lachtern. Im Jahr 1855 wurde die Zeche Vereinigte Brüderschaft in Fristen gelegt. In den Jahren 1857 und 1858 war das Bergwerk noch eigenständig in Betrieb. Im Jahr 1859 kam es zur Vereinigung mit der Zeche Altendorf Tiefbau, diese Vereinigung wurde vermutlich kurz darauf wieder aufgelöst. Im Jahr 1862 wurde ein Vertrag mit der Zeche Kandanghauer geschlossen. Dieser Vertrag sah vor, das Grubenfeld der Zeche Vereinigte Brüderschaft durch die Zeche Kandanghauer zu lösen. Das Bergwerk gehörte zu dieser Zeit zum Bergrevier Sprockhövel. Im Jahr 1863 war die Zeche Vereinigte Brüderschaft in Betrieb, in diesem Jahr wurde geplant, die Förderung durch den Schacht von Kandanghauer zu tätigen. Noch im selben Jahr wurde der Schacht Wilhelm der Zeche Kandanghauer zur Förderung genutzt. In den Jahren 1865 bis 1867 war das Bergwerk zunächst noch in Betrieb, im Jahr 1867 wurde die Zeche jedoch erneut stillgelegt. Im Jahr 1889 wurde die Zeche Vereinigte Brüderschaft wieder in Betrieb genommen. Im Jahr 1890 wurden mit neun Bergleuten 1170 Tonnen Steinkohle gefördert. Im Jahr 1893 wurde die  Zeche Vereinigte Brüderschaft endgültig stillgelegt. Die Berechtsame wurde der Zeche Altendorf Tiefbau zugeschlagen. Noch im selben Jahr wurden die Grubenbaue der Zeche Vereinigte Brüderschaft gesümpft.